# Jonas Jägermeyr
Jonas Jägermeyr (Berlino, 1983) è un attore tedesco.

## Filmografia
- Outatime (2000) Cortometraggio
- Dein Mann wird mir gehören! (2002) Film TV
- Weg! (2002)
- Was nützt die Liebe in Gedanken (2004)
- Wolff - Un poliziotto a Berlino (Wolffs Revier), negli episodi "Il ragazzo rapito" (2002) (non accreditato) e "Il giudice di pietra" (2004)
- Il commissario Zorn (Der Ermittler), nell'episodio "Zerbrochene Träume" (2004)
- I ragazzi del Reich (Napola - Elite für den Führer) (2004)
- Sex Up - Ich könnt' schon wieder (2005) Film TV
- Videotagebuch von Dennis Gansel (2005) Cortometraggio uscito in home video
- SOKO Wismar, nell'episodio "Seitenwechsel" (2006)
- Blackout - Die Erinnerung ist tödlich, nell'episodio "Verraten und vergessen" (2006)
- Mein Traum von Venedig (2008) Film TV
- Il medico di campagna (Der Landarzt), nell'episodio "Abschiede" (2008)
- Brüderchen und Schwesterchen (2008) Film TV
- The Reader - A voce alta (The Reader) (2008)
- Un caso per due (Ein Fall für zwei), nell'episodio "Un matrimonio in crisi" (2009)
- Tatort, negli episodi "Freischwimmer" (2005), "Borowski und die Sterne" (2009) e "Vermisst" (2009)
- Der Kriminalist, nell'episodio "Getauschtes Leben" (2010)
- 14º Distretto (Großstadtrevier), nell'episodio "Die Warnung" (2011)
- Countdown (Countdown - Die Jagd beginnt), nell'episodio "Deposizione contro deposizione" (2011)
- Guardia costiera (Küstenwache), negli episodi "Caccia al tesoro" (2008) e "Situazione critica" (2011)
- Heiter bis tödlich - Akte Ex, nell'episodio "Die Prophezeiung" (2012)
- Squadra speciale Lipsia (SOKO Leipzig), nell'episodio "Haus am See" (2013)